# Zofia Medwecka
Zofia Anna Medwecka (ur. 28 marca 1925 w Porębie Mrzygłodzkiej, zm. 7 stycznia 2016) – polska konserwatorka dzieł sztuki, profesor Akademii Sztuk Pięknych im. Jana Matejki w Krakowie, nestor krakowskiej szkoły konserwacji zabytków.

## Życiorys
Od 1950 była pracownikiem dydaktycznym Akademii Sztuk Pięknych w Krakowie, a od 1952 pracowała w Wydziale Konserwacji Dzieł Sztuki. W 1966 została kierownikiem Katedry Konserwacji Malowideł Sztalugowych i Rzeźby Drewnianej Polichromowanej. Od 1966 do 1972 była członkiem Rady Wydziału Malarstwa. W latach 1968–1971 kierowała Studium Konserwacji Dzieł Sztuki. W latach 1971–1972 pełniła funkcję dziekana Wydziału Konserwacji Dzieł Sztuki. Od 1972 do 1978 pozostawała członkiem senatu uczelni. W 1972 została członkiem Zespołu Opiniotwórczego Zakładów Artystyczno-Badawczych, a w 1978 Komisji Galerii Zbiorów. Tytuł profesora nadzwyczajnego uzyskała w 1977.
Od 1973 opiekowała się wystrojem krakowskiego kościoła mariackiego. Konserwowała obrazy z Zamku Królewskiego w Warszawie (1977-1979). Była konsultantem przy konserwacji ołtarza Wita Stwosza. Pełniła rolę rzeczoznawcy do spraw konserwacji zabytków przy Ministerstwie Kultury i Sztuki, a także w kilku artystycznych spółdzielniach pracy. 
Od 1952 była członkiem Związku Polskich Artystów Plastyków. Od 1970 do 1974 zasiadała w Radzie Ochrony Dóbr Kultury m. Krakowa, a od 1982 w Krakowskiej Radzie Ochrony Dóbr Kultury. Była członkiem Wojewódzkiej Rady Ochrony Dóbr Kultury w Opolu.
Mieszkała przy ul. Fałata w Krakowie. Uroczystości pogrzebowe odbyły się 9 stycznia 2016 w kościele św. Józefa Rzemieślnika w Sosnowcu i na cmentarzu obok.

## Najważniejsze osiągnięcia konserwatorskie
Do jej najważniejszych osiągnięć w zakresie konserwacji zabytków należało:
- odkrycie, konserwacja oraz częściowa rekonstrukcja:
  - obrazów sztalugowych "Sacra Conversatione" w Wilamowicach (1959),
  - XIII-wiecznych malowideł ściennych we wsi Tropie (1958),
  - XV- i XVI-wiecznych malowideł ściennych w Szydłowcu (1970),
  - XV-wiecznych i późniejszych malowideł ściennych w Starym Sączu (1973-1978),
- konserwacja krużganków franciszkańskich w Krakowie (1976-1982),
- konserwacja kamienicy przy Małym Rynku 2 w Krakowie (1970-1971, 1979)[4].

## Publikacje
Do jej najważniejszych publikacji należały:
- Inwentaryzacja malowideł ściennych w kościele w Dębnie Podhalańskim (1962)[5],
- Zastosowanie łatworozpuszczalnej błony z tworzywa sztucznego przy zdejmowaniu i przenoszeniu malowidła ściennego na pobiale na nowe podłoże (1965),
- System dokumentacji w uczelnianych pracowniach konserwacji (1973)[4].

## Nagrody i odznaczenia
Otrzymała następujące wyróżnienia:
- Nagroda Rektora Akademii Sztuk Pięknych w Krakowie (1972),
- Nagroda Ministra Kultury i Sztuki II stopnia (1974),
- Krzyż Kawalerski Orderu Odrodzenia Polski,
- Złoty Krzyż Zasługi,
- odznaka Zasłużony Działacz Kultury,
- Złota Odznaka "Za zasługi dla Ziemi Krakowskiej",
- Złota Odznaka "Za opiekę nad zabytkami",
- Złota Odznaka ZPAP[4].